# Amt Langenhagen

Karte des Amtes Langenhagen (um 1820)

Das Amt Langenhagen war ein historischer Verwaltungsbezirk im Fürstentum Calenberg bzw. dem Königreich Hannover. Es bestand von 1636 bis 1859.

## Geschichte
Nach der Zerstörung der Burg Lauenrode 1371 nahm der dort residierende Vogt seinen Sitz in Langenhagen. Der Vogteibezirk kam im 15./16. Jahrhundert in Abhängigkeit des Großvogtes der Großvogtei Calenberg. Um 1636 wurde die Vogtei aus dem Amt Calenberg herausgelöst und ein eigenes Amt gebildet, das 1859 im Amt Hannover aufging.

## Gemeinden
Der Amtsbezirk umfasste 1852 folgende Gemeinden:
| - Bothfeld - Brink - Engelbostel - Godshorn - Groß Buchholz - Hainholz | - Heitlingen - Herrenhausen - Kaltenweide - Klein Buchholz - Krähenwinkel - Langenforth | - Langenhagen - List - Schulenburg - Stöcken - Vahrenwald |

- Karte mit allen verlinkten Seiten:
- OSM |
- WikiMap

## Amtmänner
- 1818–1831: Ernst Friedrich Müller, Amtmann
- 1831–1851: Georg Conrad Julius Reinecke, Amtmann, ab 1851 Oberamtmann
- 1851–1852: Johann Friedrich Schmidt, Amtmann, Oberjustizrat
- 1853–1859: Ernst Hagemann, Regierungsrat